# 首席运营官
營運長（英語：Chief Operating Officer，縮寫為COO），又常稱為营运总监、首席运营官，是公司團體裡负责監督管理每日活动的高階管理人员，為企業组织中最高层的成员之一，是許多企業，尤其是美國企業的頭銜，此職位必須监测每日的公司运作，并直接报告给首席执行官（CEO）。
總裁（President）是功能類似的職位，與營運長的分際模糊，通常以公司規章和傳統來分別。在某些公司中首席运营官會同时兼任总裁，但通常還是以兼任執行、常务或资深副总裁的情況居多。

## 权责范围
1. 对公司的生产经营有计划权、建议权、否决权、调度权。
2. 对下属各职能部门完成任务的情况有考核权。
3. 对下属各职能部门经理的工作有指导权和考核权。
4. 对总经理决策有建议权。

## 责任范围
1. 对公司年度生产经营计划的完成负组织与协调责任。
2. 对公司中、长期发展规划负组织、推动责任。
3. 因调研信息严重失真，影响公司重大决策给公司造成损失，应负相应的经济责任和行政责任。